# L'Esprit public (revue)
Pour les articles homonymes, voir L'Esprit public.
L'Esprit public est une revue politique et littéraire française, ayant paru de 1960 à 1966.

## Histoire
Fondé en décembre 1960 par des intellectuels de droite et nationalistes, unis par leur hostilité au gaullisme, son comité éditorial originel comprend : Jules Monnerot, Jacques Laurent, Philippe Héduy, Jean Brune, Raoul Girardet, André Brissaud, Roland Laudenbach, Philippe Marçais et Étienne Malnoux. D'autres personnes y collaborent, tels Michel Déon, Serge Groussard, Hélie Denoix de Saint Marc, Ahmed Djebbour, Jacques Soustelle, Jean-Marc Varaut, Roger Nimier, Antoine Blondin, Pascal Arrighi, ou encore Marcel Aymé. Parmi les plus engagés, on trouvait pèle-mêle des militants du nationalisme européen et des néo-païens, des maurrassiens, des militants des milieux pro-Algérie française, notamment de l'OAS, ce qui valut à L'Esprit public d'être présenté comme le porte-parole officieux de l'organisation.
Malgré quelques difficultés financières l'obligeant à passer d'une formule hebdomadaire à mensuelle en 1961, son tirage atteint dès le départ un chiffre variant entre 20 et 30 000 exemplaires. En 1963, Jean Mabire crée les Jeunes de l'Esprit public, dont le manifeste se fait européiste et révolutionnaire. Quelques mois après, plusieurs membres de l'équipe, notamment des maurrassiens, dont Jacques Perret, Jacques Laurent, Roland Laudenbach, Serge Jeanneret, Raoul Girardet, Francine Dessaigne ou encore Jean Brune, quittent le journal, en désaccord avec l'orientation des JEP.
L'Esprit public lance toutefois d'autres initiatives, plus fructueuses, comme les Éditions de l'esprit nouveau, ou encore le Rassemblement de l'Esprit public, bien plus politique, dont le président d'honneur était le bachaga Saïd Boualam, fondateur du Front Algérie française, secondé par Philippe Héduy et Hubert Bassot. Si ce mouvement n'est pas actif en région parisienne, il se fait plus connaitre en province, notamment par son équipe toulousaine, dont l'un des animateurs est Bernard Antony. À Marseille, le REP soutient la candidature de droite antigaulliste de Hubert Bassot aux élections municipales de mars 1965, qui rallie 22 000 électeurs.
À l'occasion de l'élection présidentielle de 1965, l'équipe de L'Esprit public s'accorde dans un premier temps pour soutenir l'avocat nationaliste Jean-Louis Tixier-Vignancour. Au fil du temps, il apparait que Tixier ne semble pas le mieux placé pour faire échec au général de Gaulle, principal objectif de la revue. Ainsi, l'équipe commence à se séparer, voit la plupart de ses collaborateurs partir, et finit par soutenir le candidat centriste Jean Lecanuet, qui promet l'amnistie des partisans de l'Algérie française. Reparaissant de façon hebdomadaire, L'Esprit public publie la liste des personnes l'ayant quitté sous le titre « ce n'est qu'un au revoir », puis se saborde en février 1966, ralliant le Centre démocrate de Lecanuet.